# Isabelle a peur des hommes
Pour plus de détails, voir Fiche technique et Distribution.
Isabelle a peur des hommes est un film français réalisé par Jean Gourguet, sorti en 1957.

## Synopsis
Une jeune fille, Isabelle, fait la connaissance lors d'un été d'Yves, un garçon de son âge, que n'approuvent ni sa mère ni sa tante. Ils ne sont plus autoriser à se fréquenter mais Isabelle décide de le revoir plusieurs fois au risque d'être dénoncée par un de ses cousins. Finalement, les deux jeunes apprennent la différence entre l'amitié et l'amour et se séparent avec le souvenir d'une première expérience qui les aura marqués.

## Fiche technique
- Titre : Isabelle a peur des hommes
- Réalisation : Jean Gourguet
- Scénario : Michèle et Jean Gourguet
- Dialogues : Jean Gourguet
- Photographie : Scarciafico Hugo
- Son : Jean-Roger Bertrand
- Musique : José Cana
- Montage : Jeanne-Marie Favier
- Production : Société Française de Production
- Pays d'origine :  France
- Genre : Drame
- Durée : 90 minutes
- Date de sortie : 
  - France : 30 octobre 1957

## Distribution
- Cathia Caro : Isabelle
- Michel François : Yves
- Roger Dumas : Maxime
- Simone Paris
- Junie Astor
- Pierre Massimi
- Robert Vattier
- Solange Sicard
- Gérard Fallec
- Yves-Marie Maurin